# پیگمالیون و گالاتئا
پیگمالیون و گالاتئا (به فرانسوی: Pygmalion et Galatée) نام اثر برجسته‌ای از ژان لئون ژروم، نقاش و تندیس‌گر مشهور فرانسوی است که در سال ۱۸۹۰ میلادی خلق شد. این اثر اکنون در موزه متروپولیتن نیویورک نگه‌داری می‌شود.
موضوع نگاره، پیگمالیون یک مفهوم اساطیر یونانی است و به عشق دیوانه‌وار هنرمند به آثاری که خلق می‌کند، اشاره دارد.